# In personam
In personam é uma frase em latim que significa "contra uma pessoa em particular". Em uma ação judicial em que o caso é contra um indivíduo específico, essa pessoa deve receber uma intimação e uma queixa para dar ao tribunal a jurisdição para julgar o caso, e a sentença se aplica a essa pessoa e é chamada de "sentença in personam". 
In personam se distingue do in rem, que se aplica à propriedade ou "todo o mundo" em vez de a uma pessoa específica. Essa distinção técnica é importante para determinar onde entrar com uma ação e como atender um réu. In personam significa que uma sentença pode ser executória contra a pessoa onde quer que ela esteja. Por outro lado, se o processo for determinar o título de propriedade (in rem), a ação deve ser apresentada onde a propriedade existe e só é executável nela.